# 19741 Каллаган
19741 Каллаган (19741 Callahan) — астероїд головного поясу, відкритий 5 січня 2000 року.
Тіссеранів параметр щодо Юпітера — 3,606.